# Quercetina 2,3-diossigenasi
La quercetina 2,3-diossigenasi è un enzima appartenente alla classe delle ossidoreduttasi, che catalizza la seguente reazione:
quercetina + O2 ⇄ 2-(3,4-diidrossibenzoilossi)-4,6-diidrossibenzoato + CO + H+
L'enzima di Aspergillus sp. è una proteina contenente rame mentre quello di Bacillus subtilis contiene ferro. La quercetina è un flavonolo (5,7,3′,4′-tetraidrossiflavonolo).